# سائه‌گوسا ماساسادا
سائه‌گوسا ماساسادا (به ژاپنی: 三枝昌貞さえぐさ まささだ) یا سائه‌گوسا موریتومو (به ژاپنی: 三枝 守友 Saegusa Moritomo)؛( ۱۵۳۷ – ۱۵۷۵) یک سامورایی در دوره سنگوکو و یکی از ۲۴ ژنرال تاکدا شینگن بود.